# Roberto Losada
Roberto Losada Rodríguez est un footballeur espagnol né le 25 septembre 1976 à Vigo, qui évolue au poste d'attaquant devenu entraîneur.

## Statistiques

### En club
| Saison    | Club            | Pays      | Championnat              | Championnat | Championnat |
| Saison    | Club            | Pays      | Division                 | Matchs      | Buts        |
| --------- | --------------- | --------- | ------------------------ | ----------- | ----------- |
| 1995-1996 | Real Oviedo     | Espagne   | Liga                     | 16          | 3           |
| 1996-1997 | Real Oviedo     | Espagne   | Liga                     | 2           | 0           |
| 1997-1998 | Real Oviedo     | Espagne   | Liga                     | 4           | 1           |
| 1998-1999 | CD Toledo       | Espagne   | Segunda División         | 37          | 8           |
| 1999-2000 | Real Oviedo     | Espagne   | Liga                     | 35          | 7           |
| 2000-2001 | Real Oviedo     | Espagne   | Liga                     | 16          | 4           |
| 2001-2002 | RCD Majorque    | Espagne   | Liga                     | 13          | 4           |
| 2002-2003 | Real Oviedo     | Espagne   | Segunda División         | 30          | 3           |
| 2003-2004 | Real Valladolid | Espagne   | Liga                     | 27          | 8           |
| 2004-2005 | Real Valladolid | Espagne   | Segunda División         | 17          | 3           |
| 2005-2006 | Real Valladolid | Espagne   | Segunda División         | 21          | 2           |
| 2006-2007 | Real Valladolid | Espagne   | Segunda División         | 2           | 0           |
| 2006-2007 | UD Las Palmas   | Espagne   | Segunda División         | 17          | 0           |
| 2007-2008 | CD Lugo         | Espagne   | Segunda División B       | 29          | 4           |
| 2008-2009 | CD Lugo         | Espagne   | Segunda División B       | 35          | 10          |
| 2009-2010 | CD Lugo         | Espagne   | Segunda División B       | 31          | 7           |
| 2010-2011 | Kitchee SC      | Hong Kong | Hong Kong First Division | 10          | 5           |

## Filmographie
- 2014 : From Vegas to Macau : un policier infiltré